# Quart (Catalunha)
Quart é um município da Espanha na comarca de Gironès, província de Girona, comunidade autónoma da Catalunha. Tem 38,1 km² de área e em 2021 tinha 3 856 habitantes (densidade: 101,2 hab./km²).

## Demografia
| Variação demográfica do município entre 1991 e 2004 [carece de fontes?] | Variação demográfica do município entre 1991 e 2004 [carece de fontes?] | Variação demográfica do município entre 1991 e 2004 [carece de fontes?] | Variação demográfica do município entre 1991 e 2004 [carece de fontes?] |
| ----------------------------------------------------------------------- | ----------------------------------------------------------------------- | ----------------------------------------------------------------------- | ----------------------------------------------------------------------- |
| 1991                                                                    | 1996                                                                    | 2001                                                                    | 2004                                                                    |
| 2083                                                                    | 2123                                                                    | 2362                                                                    | 2609                                                                    |